# Expresweg

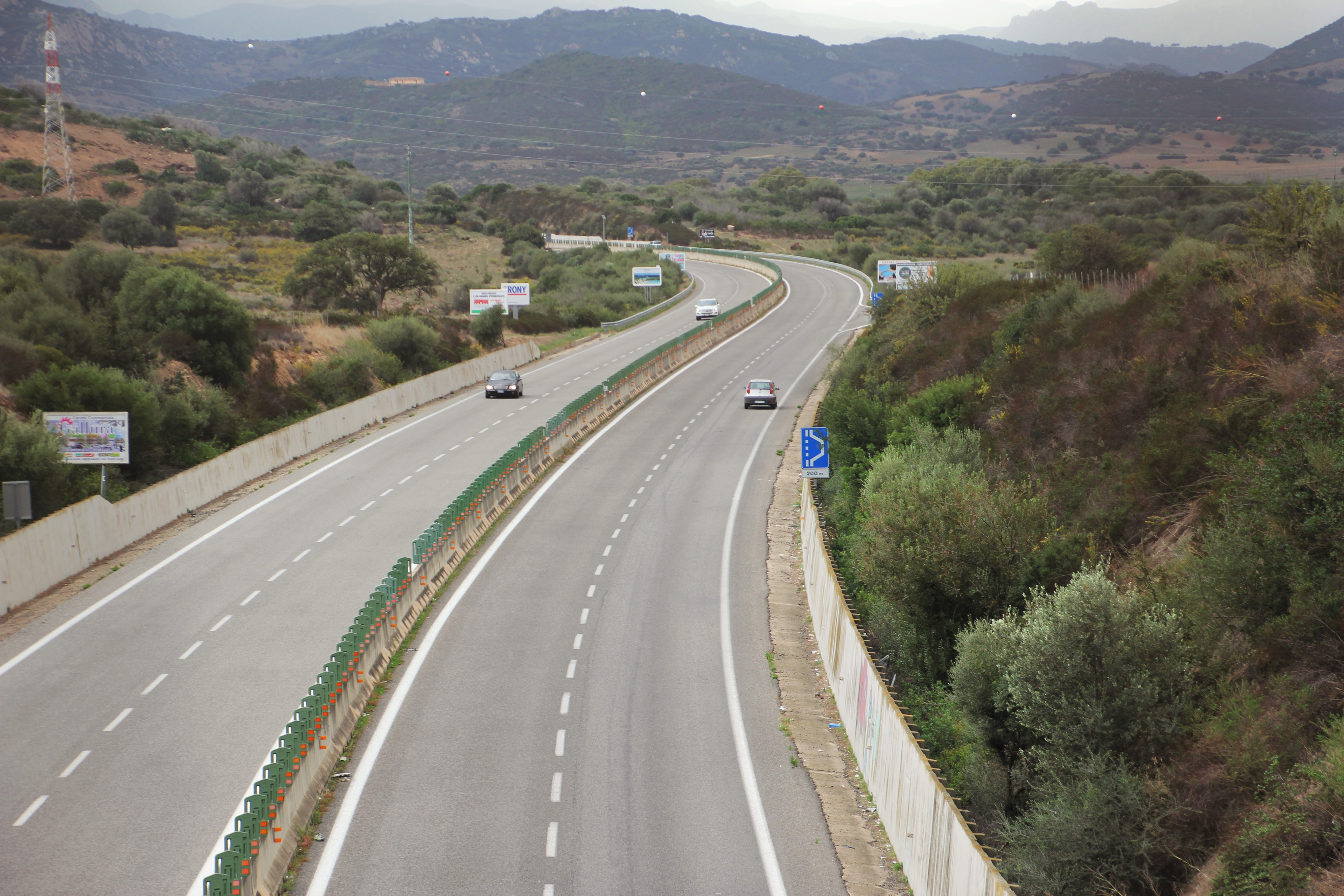
Een expresweg in Sardinië.

Het verkeersbord voor een expresweg in Spanje

Een expresweg is in de meeste landen een wegtype bestaande uit minstens twee maal twee rijstroken die gescheiden worden door een middenberm. 
In principe voldoen alle autosnelwegen aan deze definitie, maar in de meeste landen wordt het begrip expresweg (of vergelijkbare begrippen) gereserveerd voor meerstrookswegen met gescheiden rijbanen die niet voldoen aan de standaard voor autosnelwegen. Een expresweg kan gelijkvloerse kruisingen of/en overwegen hebben en heeft in de meeste landen de juridische status van autoweg of het lokale equivalent daarvan.
Het woord expresweg komt in Nederland niet of nauwelijks voor, maar wordt in Vlaanderen gebruikt als informele naam voor een weg die aan bovenstaande omschrijving voldoet. Hier geldt namelijk over het algemeen een hogere maximumsnelheid (120 km/u), zelfs als de betreffende weg geen autosnelweg is. Zoals gezegd is de benaming strikt informeel, doch men komt het woord soms tegen in officiële stukken. Tevens voeren dergelijke wegen vaak 'Expresweg' als straatnaam (in Vlaanderen hebben bijna alle niet-autosnelwegen, dus ook expreswegen, een straatnaam).
De expresweg is een apart soort weg in landen als Spanje ("Autovía"), Polen (S-wegen), Slowakije (R-wegen), Roemenië (DEx-wegen), Servië en de Verenigde Staten. In andere landen is dit meestal niet zo. Een expresweg kan aangegeven worden door een speciaal bord, waarop twee parallelle zwarte wegen van twee rijstroken op een witte achtergrond staan (het kan ook zijn dat er twee parallelle witte wegen op een blauwe achtergrond staan). In Italië wordt een expresweg aangegeven met een blauw-wit autosnelwegsymbool (autosnelwegen met een groen-wit autosnelwegsymbool).
De maximumsnelheid op een expresweg bedraagt in Spanje en Polen 120 km/u. In tegenstelling tot een autosnelweg kent een expresweg geen toelatingssnelheid. Sommige stukken expresweg zijn slechts gescheiden door een dubbele streep, de maximumsnelheid bedraagt daar 90 km/u. Ook kan het zijn dat er fietsers van de weg gebruik mogen maken, dezelfde snelheidsregels blijven ook daar gelden.